# 伦策奈姆-奥厄奈姆
伦策奈姆-奥厄奈姆（法語：Rountzenheim-Auenheim，法語發音：[ʁuntsənaim auənaim]）是法国下莱茵省的一个市镇，属于阿格诺-维桑堡区。该市镇于2019年由原市镇伦策奈姆和奥厄奈姆合并而成，行政中心位于伦策奈姆。

## 地理
伦策奈姆-奥厄奈姆（48°45'55"N, 8°0'23"E）面积10.91 平方千米，位于法国大東部大區下莱茵省，该省份为法国大陆部分最东部的省份，是阿尔萨斯的一部分，今与上莱茵省组成了阿尔萨斯欧洲集体，其南至上莱茵省，西南接孚日省和默尔特-摩泽尔省，西接摩泽尔省，北与德国接壤，东侧沿莱茵河与德国相望。
与伦策奈姆-奥厄奈姆接壤的市镇（或旧市镇、城区）包括：勒伊特奈姆、勒什沃格、路易堡、什塔特马滕、塞瑟奈姆、苏夫勒奈姆、阿格诺。
伦策奈姆-奥厄奈姆的时区为UTC+01:00、UTC+02:00（夏令时）。

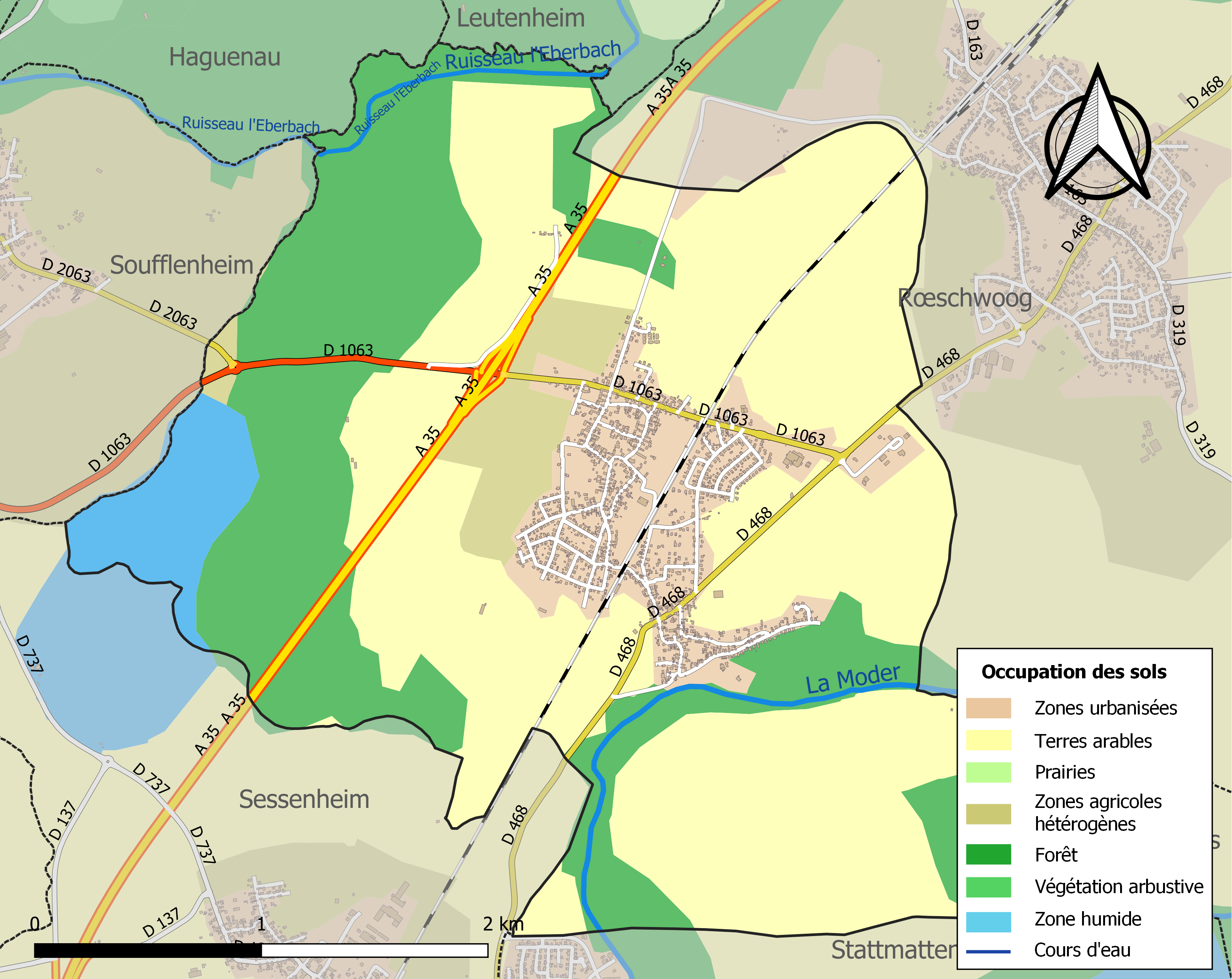
伦策奈姆-奥厄奈姆的OSM定位图

## 行政
伦策奈姆-奥厄奈姆的邮政编码为67480，INSEE市镇编码为67418。

## 政治
伦策奈姆-奥厄奈姆所属的省级选区为比什维莱尔县。

## 人口
伦策奈姆-奥厄奈姆于2022年1月1日时的人口数量为2000人。